# Mietałłurg-Kuzbass Nowokuźnieck
Mietałłurg-Kuzbass Nowokuźnieck (ros. Футбольный клуб «Металлург-Кузбасс» Новокузнецк, Futbolnyj Kłub "Mietałłurg-Kuzbass" Nowokuznieck) – rosyjski klub piłkarski z siedzibą w Nowokuźniecku, w obwodzie kemerowskim.

## Historia
Chronologia nazw:
- 1937—1938: Mietałłurg Stalinsk (ros. «Металлург» Сталинск)
- 1946—1948: Mietałłurg Wostoka Stalinsk-Kuźnieck (ros. «Металлург Востока» Сталинск-Кузнецк)
- 1949: Mietałłurg Stalinsk-Kuźnieck (ros. «Металлург» Сталинск-Кузнецк)
- 1957—1961: Mietałłurg Stalinsk (ros. «Металлург» Сталинск)
- 1961—1979: Mietałłurg Nowokuźnieck (ros. «Металлург» Новокузнецк)
- 1980—1981: Zapsibowiec Nowokuźnieck (ros. «Запсибовец» Новокузнецк)
- 1982—1994: Mietałłurg Nowokuźnieck (ros. «Металлург» Новокузнецк)
- 1995—1997: Mietałłurg-Zapsib Nowokuźnieck (ros. «Металлург-Запсиб» Новокузнецк)
- 1998—2000: Mietałłurg Nowokuźnieck (ros. «Металлург» Новокузнецк)
- 2001—2002: Mietałłurg-Zapsib Nowokuźnieck (ros. «Металлург-Запсиб» Новокузнецк)
- 2003—...: Mietałłurg-Kuzbass Nowokuźnieck (ros. «Металлург-Кузбасс» Новокузнецк)

Piłkarska drużyna Mietałłurg została założona w 1937 w Stalinsku, tak nazywało się miasto do 1961). W 1946 jako Mietałłurg Wostoka Stalinsk-Kuźnieck debiutował w Trzeciej Grupie Mistrzostw ZSRR. W latach 1949 i 1957-1962 występował w Klasie B. Od 1965 do 1989 zespół występował w Drugiej Lidze, z wyjątkiem sezonu 1970, kiedy to spadł do niższej ligi. W 1990 i 1991 występował w Drugiej Niższej Lidze. W Mistrzostwach Rosji od 1992 występował w Pierwszej Lidze przez dwa sezony, a potem do 2002 w Drugiej Lidze. Od 2003 klub występuje w Pierwszej Dywizji, z wyjątkiem 2006, kiedy to zmagał się w Drugiej Dywizji.

## Sukcesy
- 7 miejsce w Pierwszej Lidze ZSRR: 1949, 1959
- 1/8 finału w Pucharze ZSRR: 1957, 1961
- 9 miejsce w Rosyjskiej Pierwszej Lidze: 1992
- 1/16 finału w Pucharze Rosji: 2006, 2008

## Znani piłkarze
- / Siergiej Andriejew
- Wital Łańko
- Serghei Cleșcenco
- Eduard Grosu
- Andrei Matiura
- / Eduard Momotow
- / Oleg Musin
- Alaksandr Ariesznikau
- Zurab Popchadze
- Nikołaj Siergijenko
- Roman Worobjow